# Ericson Core
Ericson Core is een Amerikaanse cameraman.

## Biografie
Core is afgestudeerd aan de USC School of Cinematic Arts van de University of Southern California in Los Angeles en aan de Art Center College of Design universiteit in Pasadena. Hij begon zijn carrière als director of photography (cameraman) met het maken van commercials en muziekvideo's. In 1995 was hij verantwoordelijk voor de filmografie van het computerspel Rolling Stones: Voodoo Lounge. Core's eerste grote werk op het witte doek was de film Exit in Red uit 1996 met Mickey Rourke in de hoofdrol. In 1996 maakte hij de pilot van de televisieserie EZ Street en een aantal afleveringen van de televisieserie Gun uit 1997. In 2006 was hij zowel cameraman als regisseur met de film Invincible met Mark Wahlberg in de hoofdrol. Met deze dubbele functie van cameraman en filmregisseur was hij ook verantwoordelijk met de films The Courier/2.0 uit 2008 en de remake Point Break uit 2015.

## Filmografie
- 1996: Exit in Bed
- 1997: One Eight Seven
- 1997: Before Women Had Wings (televisiefilm)
- 1999: Payback
- 1999: Mumford
- 2000: Dancing at the Blue Iguana
- 2001: The Fast and the Furious
- 2003: Daredevil
- 2006: Invincible (ook regie)
- 2008: The Courier/2.0 (televisiefilm, ook regie)
- 2015: Point Break (ook regie)